# Kleobule (Tochter des Aiolos)
Kleobule (altgriechisch Κλεοβούλη Kleoboúlē) ist eine Frauengestalt der Griechischen Mythologie.
Kleobules Vater wird als Aiolos oder Aipolos bezeichnet. Sie wurde die Geliebte von Hermes und brachte Myrtilos zur Welt, der als Wagenlenker des Königs Oinomaos fungierte, aber verräterischerweise den Tod seines Herrn bei dessen Wagenrennen gegen Pelops verursachte.
In anderen Sagenversionen trägt die Mutter des Myrtilos andere Namen.